# هيروكي نيشيمورا
هيروكي نيشيمورا (باليابانية: 西村大輝؛ بالكانا: にしむら ひろき) هو دراج ياباني، ولد في 20 أكتوبر 1994 في طوكيو في اليابان.

## وصلات خارجية
- هيروكي نيشيمورا على موقع الاتحاد الدولي للدراجات (الإنجليزية)
- هيروكي نيشيمورا على موقع أرشيف الدراجات (الإنجليزية)
- هيروكي نيشيمورا على موقع إحصائيات الدراجات الإحترافية (الإنجليزية)
- هيروكي نيشيمورا على موقع نسبة الدراجات (الإنجليزية)